# Lijst van rijksmonumenten in Papendrecht
De gemeente Papendrecht telt 2 inschrijvingen in het rijksmonumentenregister. Hieronder een overzicht.

## Papendrecht
De plaats Papendrecht telt 2 inschrijvingen in het rijksmonumentenregister.
| Object | Oorspronkelijke functie? | Bouwjaar          | Architect | Locatie      | Coördinaten?                  | Nr.?   | Afbeelding |
| --- | ------------------------ | ----------------- | --------- | ------------ | ----------------------------- | ------ | --- |
| Terrein waarin een huisterp | Archeologisch monument   | Late Middeleeuwen |           |              | 51° 49' 35" NB, 4° 41' 35" OL | 341108 | Terrein waarin een huisterp |
| In de toren van de Nederlands Hervormde Kerk, die zelf niet beschermd wordt, bevindt zich een belangrijke historische luidklok, diameter 82,5 cm. | Vanwege onderdelen kerk  | 14e eeuw          |           | Kerkbuurt 78 | 51° 49' 27" NB, 4° 41' 55" OL | 46814  | In de toren van de Nederlands Hervormde Kerk, die zelf niet beschermd wordt, bevindt zich een belangrijke historische luidklok, diameter 82,5 cm. |

Alblasserdam ·
Albrandswaard ·
Alphen aan den Rijn ·
Barendrecht ·
Bodegraven-Reeuwijk ·
Capelle aan den IJssel ·
Delft ·
Den Haag ·
Dordrecht ·
Goeree-Overflakkee ·
Gorinchem ·
Gouda ·
Hardinxveld-Giessendam ·
Hendrik-Ido-Ambacht ·
Hillegom ·
Hoeksche Waard‎ ·
Kaag en Braassem ·
Katwijk ·
Krimpen aan den IJssel ·
Krimpenerwaard ·
Lansingerland ·
Leiden ·
Leiderdorp ·
Leidschendam-Voorburg ·
Lisse ·
Maassluis ·
Midden-Delfland ·
Molenlanden ·
Nieuwkoop ·
Nissewaard ·
Noordwijk ·
Oegstgeest ·
Papendrecht ·
Pijnacker-Nootdorp ·
Ridderkerk ·
Rijswijk ·
Rotterdam ·
Schiedam ·
Sliedrecht ·
Teylingen ·
Vlaardingen ·
Voorne aan Zee ·
Voorschoten ·
Waddinxveen ·
Wassenaar ·
Westland ·
Zoetermeer ·
Zoeterwoude ·
Zuidplas ·
Zwijndrecht